# 新界區專線小巴602線
新界區專線小巴602線，由瑞明服務營辦，來往元朗（阜財街）及八鄉大江埔。此路線官方路線資料雖顯示繞經錦上路站，但實際上往大江埔方向通常已告客滿，不會繞經錦上路站。
新界區專線小巴602C線，又稱「爾巒B線」，由瑞明服務營辦，來往爾巒及錦上路站。根據運輸署官方資料，此路線應往返元朗鳳翔路及錦上路站，途中行經映河路（爾巒），走線與601C線大同小異，但改經錦田市區及東匯路；然而在日常營運中因與601C線大致重疊，加上映河路往返錦田市中心的乘客稀少，故此路線僅提供爾巒接駁錦上路站的服務，並改經錦河路往返錦田公路，而其餘路段則由601C線提供。本條目之內容均以實際營運狀況為準。

## 歷史
- 1990年2月16日：運輸署公開招標11組共15條專綫小巴新路線，此線為其中之一，為獨立招標路線，[1]但未能成功開辦。
- 1990年8月31日：運輸署公開招標14組共27條專綫小巴新路線，此線與601、603、604、605、606S編為同一組。[2]
- 1991年11月11日：602線投入服務。[3]
- 2003年12月16日：來回程繞經錦上路站，[4]往大江埔方向並繞經元朗站。

位於錦田公路近高埔的私人屋苑爾巒（Riva）於2014年入伙，發展商委託永東巴士租用紅色公共小巴營運往來該屋苑至新元朗中心的住戶巴士服務，只限該屋苑居民乘搭，以套票形式向居民收取車資。
爾巒入伙後，專綫小巴營辦商瑞明服務有見居民對接駁港鐵與往返元朗市中心的需求增加，向運輸署申請旗下601及602線增設繞經爾巒的區間服務，以錦上路站作循環點，並獲得批准，編號為601C及602C。
- 2015年10月31日：602C線投入服務。[5]

## 服務時間及班次
602
- 每日元朗（阜財街）開：05:45-21:00，15-20分鐘一班
- 每日大江埔開：06:00-21:20，15-20分鐘一班

602C
- 每日爾巒開：07:00-22:00，5-20分鐘一班
- 每日錦上路站開：07:00-22:00，5-20分鐘一班

## 收費
602
- 全程收費：$7.1
- 錦田繞道／江大路往返大江埔或元朗（鳳翔路）：$5.9（優惠價：$5.6）
- 大江埔往返東成里：$6.5（優惠價：$5.8）

602C
- 全程收費：$5.5

| - 本線大小同價。 - 乘客可以現金或八達通於上車時付款，不設找續。 - 65歲或以上長者使用長者或個人八達通（包括「樂悠咭」），合資格殘疾人士使用「殘疾人士身份」個人八達通卡繳付車資，以及60至64歲香港居民使用「樂悠咭」，均可享有每程劃一$2.0的政府長者及合資格殘疾人士公共交通票價優惠計劃。 - 乘客若繳付分段收費，請通知車長調校八達通機。 |

## 行車路線
602

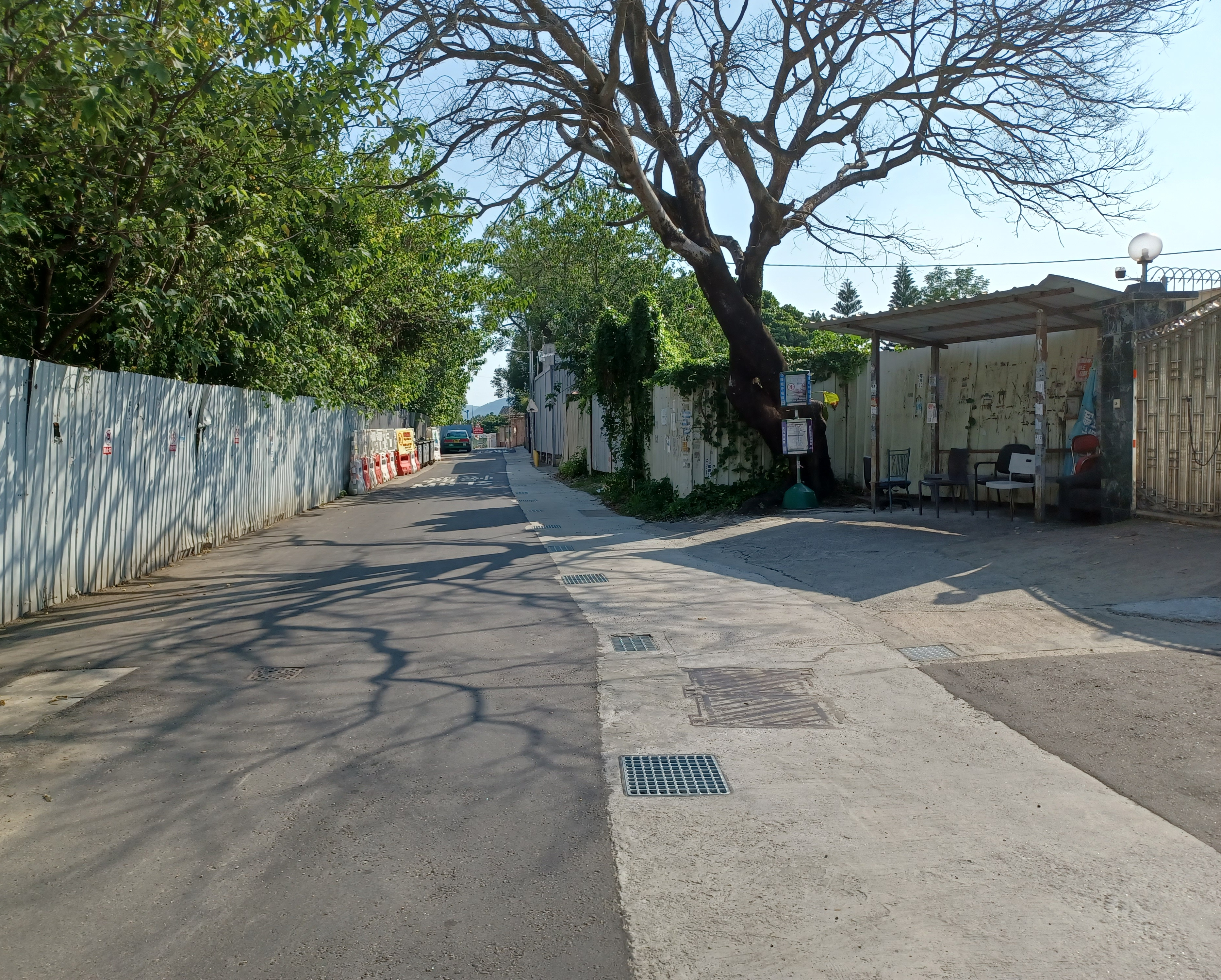
江大路與大江埔小巴總站（右）

- 往大江埔方向途經：鳳翔路、元朗大馬路、朗日路、元朗大馬路、凹頭交匯處、錦田公路、迴旋處、（東匯路、錦上路站公共運輸交匯處、東匯路、迴旋處）、錦田繞道及江大路
- 往元朗市方向途經：江大路、錦田繞道、東匯路、錦上路站公共運輸交匯處、東匯路、錦田公路、凹頭交匯處、元朗大馬路、大棠路、阜財街

綠色字為鄉郊路段，不影響行車安全時沿途皆可上落客。
602C
- 往錦上路站方向途經：映河路、錦田公路、錦河路及錦上路站公共運輸交匯處
- 往爾巒方向途經：錦上路站公共運輸交匯處、錦河路、錦田公路及映河路